# Église Notre-Dame de Renneval
L'église Notre-Dame est une église située à Renneval, en France.

## Description
Cette église remonte en partie au XIIe siècle, notamment la porte d'entrée en plein cintre moulurée. La façade en pierre, soutenue par deux imposants contreforts est  percée d'un oculus entouré de briques fait pour éclairer la nef.

La nef est éclairée de chaque côté par 3 étroites ouvertures de style roman.

Ici, c'est le chevet qui est fortifié : il est flanqué deux tours percées de meurtrières et surmonté d'une salle de refuge avec une bretèche.

## Localisation
L'église est située sur la commune de Renneval, dans le département de l'Aisne.

## Historique
Le monument est inscrit au titre des monuments historiques en 1927.

### Galerie

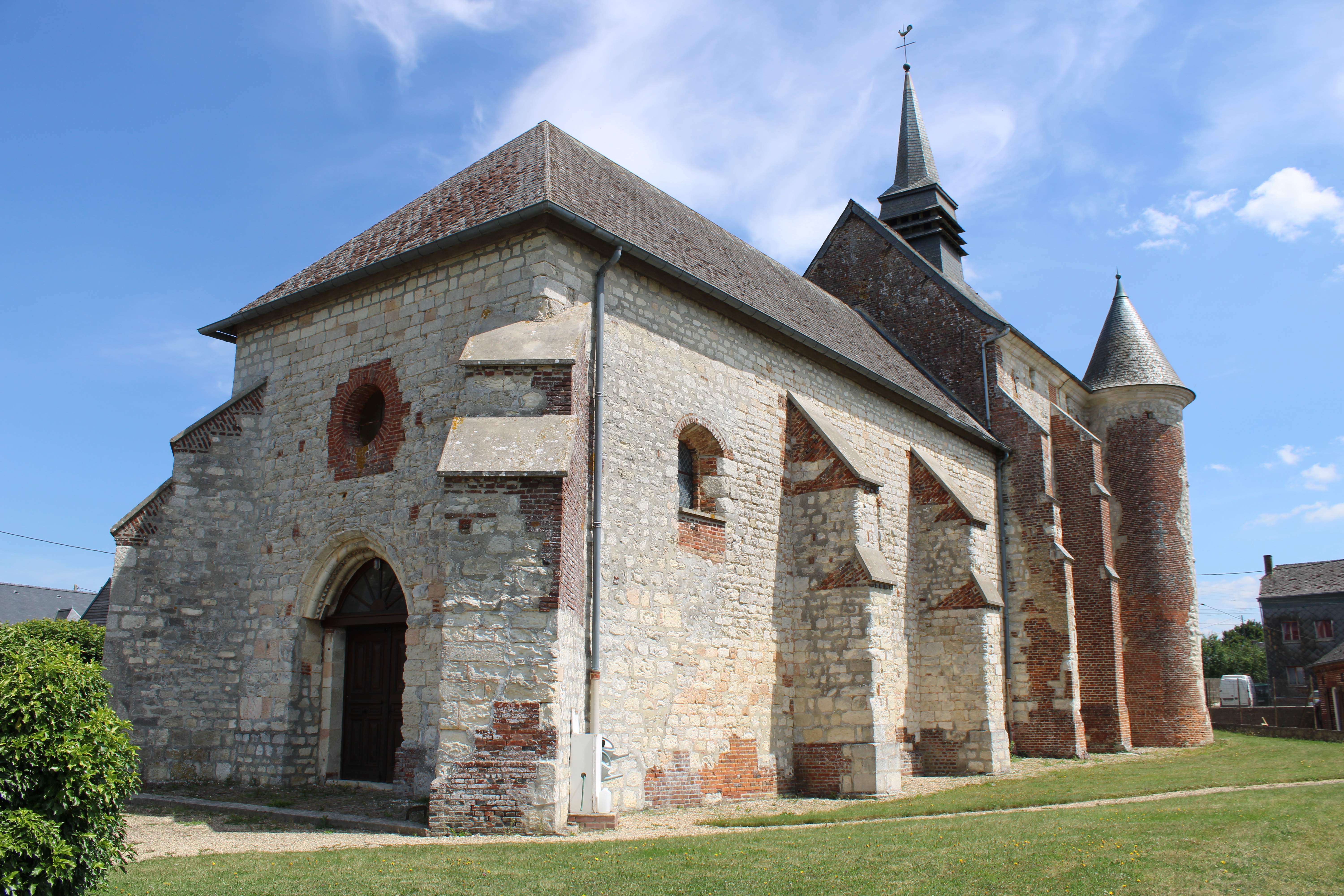
La façade et la nef sont en pierre calcaire
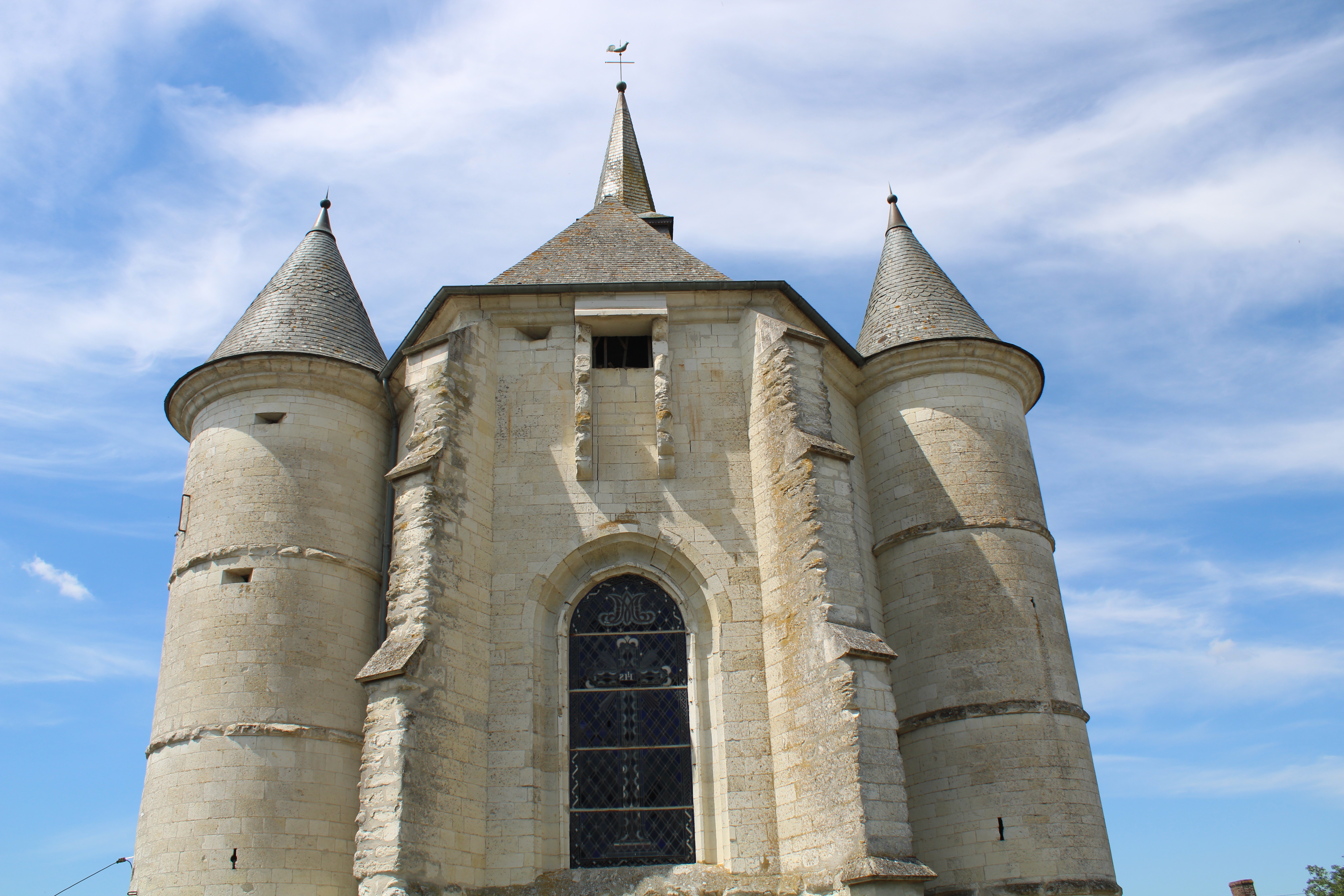
Le chevet en pierre calcaire date du XVIe siècle. Il est flanqué de deux tours percées de meurtrières.
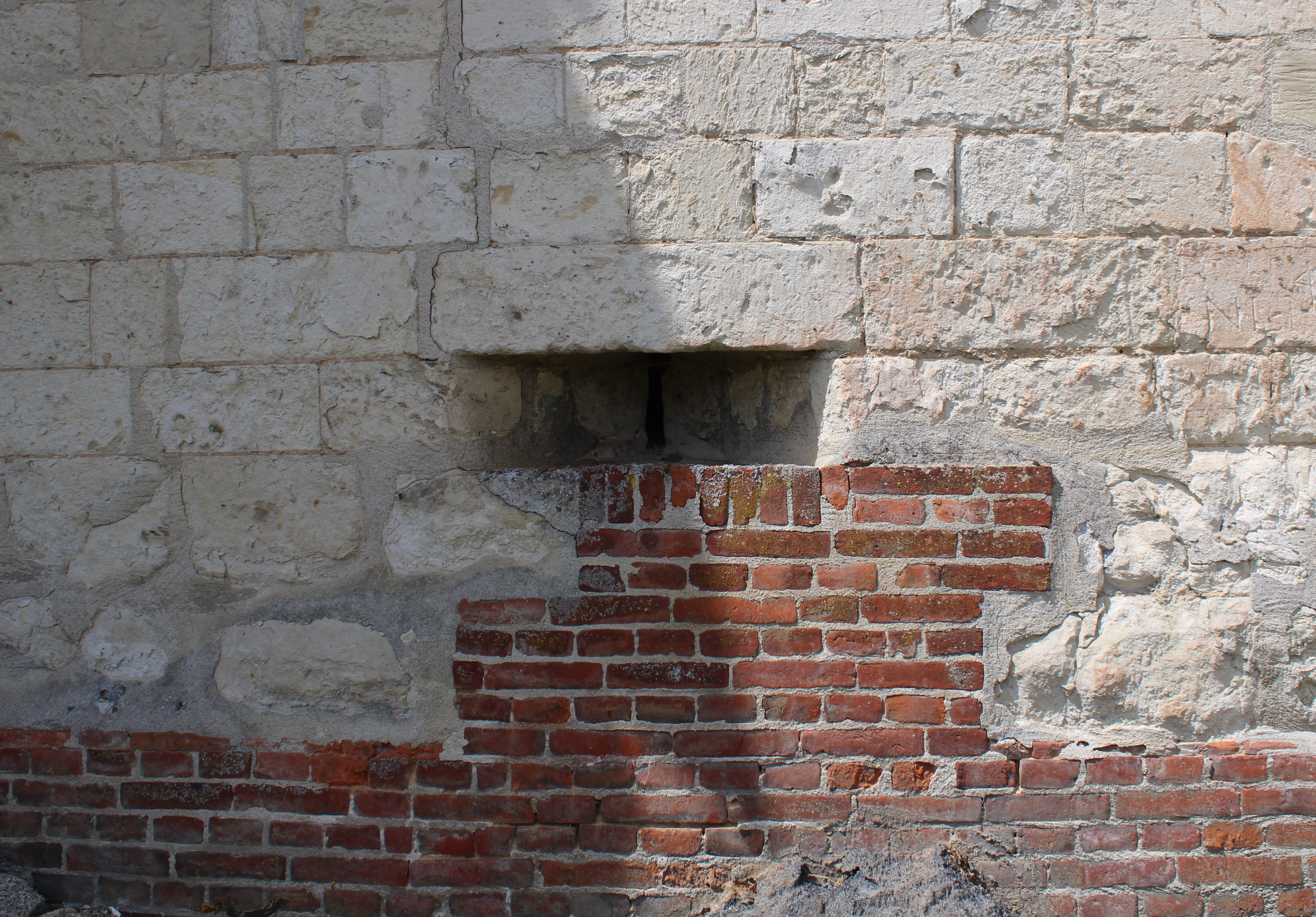
Meurtrière à hauteur d'homme au fond du chevet.
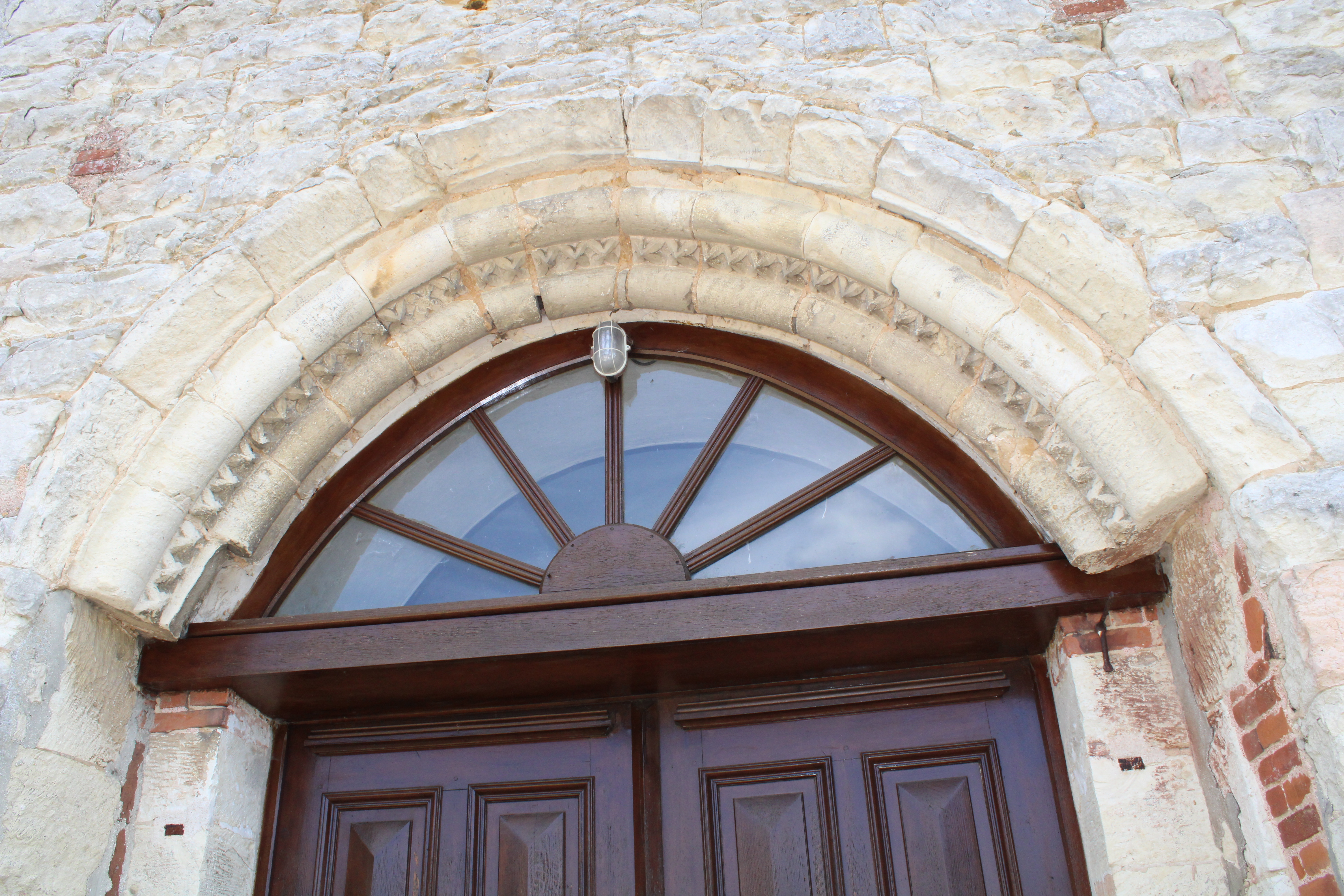
La porte moulurée en plein cintre qui date du XIIe siècle est la partie la plus ancienne de l'église.
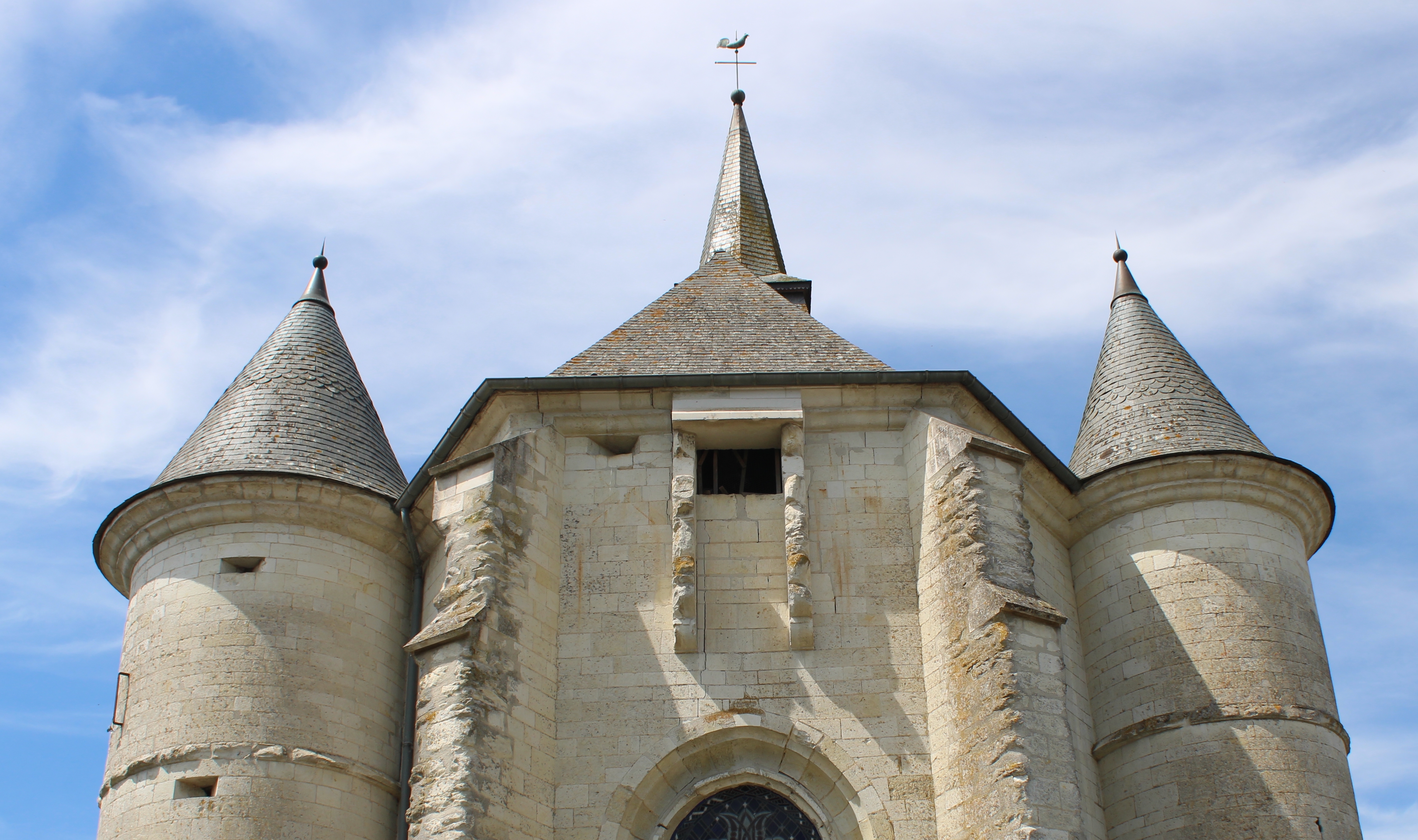
Le chevet fortifié de l'église surmonté d'une salle de refuge et au sommet, une bretèche qui permettait de jeter des pierres sur les assaillants éventuels et qui servait également de latrines.